# Pteromicra anopla
Pteromicra anopla är en tvåvingeart som beskrevs av Steyskal 1954. Pteromicra anopla ingår i släktet Pteromicra och familjen kärrflugor. Inga underarter finns listade i Catalogue of Life.